# Método efetivo
Em lógica e matemática - especialmente metalógica e teoria da computabilidade - método efetivo ( também chamado de procedimento efetivo) é o  procedimento para uma classe de problemas é um método para o qual cada passo pode ser descrito como uma operação mecânica, e que, se seguidas rigorosamente resulta em:
- sempre dar alguma resposta , em vez de nunca dar nenhuma resposta ;
- sempre dar a resposta certa e nunca dar uma resposta errada ;
- sempre efetuada num número finito de passos, em vez de um número infinito ;
- trabalhar para todas as instâncias de problemas da classe .

Um método efetivo para o cálculo dos valores de uma função é um algoritmo ; funções com um método efetivo , por vezes são chamadas efetivamente calculáveis .
Vários esforços independentes para dar uma caracterização formal de previsibilidade eficazes levou a uma variedade de definições propostas (recursão geral, Máquina de Turing, Cálculo lambda), que mais tarde mostraram-se equivalentes, a noção capturada por essas definições é conhecida como  função computável .
O tese de Church-Turing afirma que as duas noções coincidem: qualquer função aritmética que é efetivamente calculável é  recursivamente computável. Esta não é uma expressão matemática e não pode ser comprovada por uma prova matemática.
Pode-se requerer que um método efetivo quando aplicado a um problema de fora da classe para a qual é eficaz, possa ser interrompido sem resultado ou continuar indefinidamente sem parar, mas não deve retornar um resultado como se fosse a resposta ao problema (cf  divergência) .
Uma característica essencial de um método efetivo é que ele não requer qualquer engenhosidade de qualquer pessoa ou máquina para executá-lo.